# 马尔科姆·巴特勒 (美式足球运动员)
马尔科姆·特雷尔·巴特勒（英語：Malcolm Terel Butler，1990年3月2日—）是一位职业美式足球运动员，司职角卫，效力于国家橄榄球联盟的亚利桑那红雀。巴特勒在第四十九届超级碗终场前20秒在的分线上的一次抄截成功阻止对手西雅图海鹰达阵逆转，帮助新英格兰爱国者以28比24的比分夺得该年超级碗冠军。

## 大学生涯
巴特勒在密西西比州的海因兹社区学院（Hinds Community College）开始其大学橄榄球生涯，他在那里的第一年取得22次擒抱、1次抄截的数据，不过他在该赛季的第五场比赛离开了球队。他后来于2011年被邀请重新加入原来的球队，并作为二年级生取得43次擒抱、3次抄截、12次破坏传球。
2012年，巴特勒转学至西阿拉巴马大学（University of West Alabama），并作为防守组先发队员出战了西阿拉巴马老虎（West Alabama Tigers） 当年全部12场比赛。他在当年取得49次擒抱、5次抄截的数据，他29.8码的开球回攻数据也领先全队。2013赛季，巴特勒取得45次擒抱、2次抄截、27.9码平均开球回攻数据，被Beyond Sports Network网站选入全美阵容。

## 职业生涯

### 新英格兰爱国者
2014年5月19日，巴特勒在当年选秀中落选，不过随即与新英格兰爱国者签下一份工作合约。在他的新秀赛季，他出战11场比赛，其中1场先发，贡献15次擒抱和3次传球防守。

#### 第四十九届超级碗
在第四十九届超级碗比赛中，巴特勒的两次防守成为了比赛的焦点，这两次防守都发生在第四节的最后一分钟。当时爱国者领先四分，比赛还剩不到一分钟。当西雅图海鹰向前推进试图达阵时，巴特勒与杰梅因·基尔斯（Jermaine Kearse）对位。海鹰的四分卫拉塞尔·威尔森（Russell Wilson）从边侧发动33码的长传给基尔斯。巴特勒紧跟基尔斯，后者触球后摔倒在地面上，不过球最终落到了他的手上。海鹰成功地保持自己的进攻权，并获得了在5码线尝试达阵得分的机会。
在随后比赛只剩20秒的时候，海鹰仍然落后4分。此时巴特勒成功地在得分线上抄截了威尔森的一次传球，为爱国者夺回了进攻权，这一防守直接保证了他们最终以28比24赢得比赛。赛后巴特勒在接受采访时说，他当时通过海鹰进攻阵型中外接手预判了他讲把球传给里卡多·洛克特，并归功于爱国者的防守协调员马特·帕特里西亚（Matt Patricia）的赛前准备 。这次抄截是他职业生涯首次完成抄截，也是2014赛季在1码线处首次对此类传球尝试完成抄截，其余109次均告失败。
新英格兰爱国者的四分卫、本次比赛的最有价值球员（MVP）汤姆·布雷迪认为巴特勒的表现对球队夺冠做出了巨大贡献，他决定将最有价值球员奖品的一部分，雪佛兰公司提供的一辆皮卡赠送给巴特勒。

## 个人生活
巴特勒家中还有四个兄弟姐们。他在西阿拉巴马大学主修体育学。他还是一个基督徒。

## 外部連結
- 新英格兰爱国者球员页面
- 西阿拉巴马大学球员页面 （页面存档备份，存于）